# Напад НОВЈ на Сански Мост децембра 1942.
У склопу опште офанзиве након Бихаћке операције, као природни циљеви за наступање Првог босанског корпуса наметнули су се Босански Нови и Сански Мост. Након обустављања напада на Босански Нови, корпус је децембра 1942. организовао напад на Сански Мост. За напад је ангажована Четврта крајишка дивизија и Прва бригада Пете крајишке дивизије ојачана батаљоном Четврте крајишке бригаде.
Шира област Санског Моста била је утврђена и поседнута немачким и НДХ трупама. У том периоду у Санском Мосту налазиле су се 2, 3. и 5. бојна 10. пешачке пуковније НДХ, 1. јуришна бојна, домобранска Добровољачка бојна Бањалука, 12. чета немачког 721. пука и око 1.000 усташких милиционера и легионара из области Санског Моста. Укупно бројно стање посаде било је око 4.500 усташа, домобрана, усташких милиционера и Немаца.
На основу својих обавештајних података, штаб Првог босанског корпуса проценио је посаду Санског Моста на око 2.500 војника. На основу овакве процене, узимајући у обзир крупне снаге Немаца и НДХ у области Босанског Новог, Приједора и рудника Љубија, штаб корпуса израдио је план напада и издао заповест за напад 6. децембра 1942. У заповести је наведено:
Ова акција представља наставак гоњења разбијених непријатељских снага на цијелој просторији Бихаћ - Слуњ.
Ова акција је од изузетног војничког и политичког значаја. Она је у плану наше успјешне офанзиве на свим странама, како на сектору Босанске Крајине, тако и на секторима Книнске Крајине, Хрватске, Далмације и централне Босне.
Ова акција представља највећу помоћ и садејство свим пролетерским дивизијама, које дејствују око Ливна, Травника, Доњег Вакуфа, Котор-Вароши...
Према овој заповести, Пета крајишка бригада требало је да блокира Босански Нови, вршећи на њега демонстративан напад, пресече комуникацију према Приједору, а мањим снагама блокира рудник Љубију. Трећи батаљон Друге крајишке бригаде добио је задатак да се пробије у село Џевар и затвори правац од Приједора и Љубије према Санском Мосту. Шеста крајишка са два батаљона Друге крајишке бригаде требало је да нападне сам град Сански Мост са источне, а Прва крајишка ојачана батаљоном Четврте крајишке са западне стране. Ове снаге требало је да у кратком року ликвидирају спољашњу одбрану и што пре се убаце у сам град. Напад је требало да буде подржан корпусном артиљеријом, и да почне 10. децембра 1942. у 23:00.
Снаге предвиђене за напад на град бројале су око 3.500 људи. Иако бројчано слабији од одбране, батаљони НОВЈ добро су напредовали. Шеста и делови Друге крајишке до 3:00 11. децембра сломили су местимично упоран отпор овладали су одбрамбеним положајима Брајића Таван, Дједовача, Миканово Брдо и Умци, и избили на периферију Санског Моста. Прва крајишка имала је још више успеха, тако да је током ноћи ликвидирала скоро све тачке отпора у западном делу града. Темпо напада ове бригаде привремено је омео упад две сатније домобрана, које су се пробиле у град непокривеним правцем из Бањалуке и Омарске, али је овај застој убрзо превладан.
Исход борбе за Сански Мост одлучио је продор немачких и НДХ снага из правца Приједора. Упркос заседи, минирању и рушењу мостова, Други батаљон Друге крајишке није успео дуже да задржи интервентну колону коју су сачињавали 3. батаљон 741. немачког пука, две чете 1. и једна чета 2. батаљона немачког 721. пука, те две бојне 2. горског здруга НДХ са четири тенка и артиљеријом. Ове снаге почеле су да пристижу у Сански Мост око 8 сати изјутра 11. децембра. Овим је посада града ојачана на 8.200 војника. Током јутра Шеста и Друга крајишка повукле су се из града, а око подне повукла се и прва крајишка бригада. Борбе око града настављене су до 14. децембра, кад је штаб корпуса коначно одустао од напада.
У борбама за Сански Мост посада је, према сопственом извештају, имала 72 мртва, 255 рањених и 29 несталих. На одбрану града испаљено је током напада око 500 граната, што је имало значајан учинак у губицима у живој сили и техници. Уништена су два немачка тенка. Од посебног значаја било је рушење четири моста, које је довело до даљих тешкоћа у експлоатацији руде гвожђа из Љубије.
Након операције штаб Првог крајишког корпуса одлучио се за дисперзију трупа, и упутио Другу и Пету крајишку бригаду у област Козаре, ради дејстава на мања упоришта и комуникације у северном делу Босанске крајине. Ова дејства, заједно са дејствима Прве пролетерске дивизије у околини Бањалуке имала су ефекта, па је немачки штаб корпуса „Хрватска“ изузео 714. и 718. дивизију из планова нападних дејстава за операцију Вајс I, и резервисао их за обезбеђење ове значајне области.